# Nachtjagdgeschwader 101
Nachtjagdgeschwader 101 foi uma unidade de instrução de combate aéreo nocturno da Luftwaffe que prestou serviço durante a Segunda Guerra Mundial. Esta unidade apenas deu instrução, nunca tendo prestado serviço na frente de batalha. A asa treinou pilotos em aeronaves Messerschmitt Bf 110, Junkers Ju 88 e Dornier Do 217.

## Comandantes[1]
- Oberst Rudolf Stoltenhoff, 20 de março de 1943 - 6 de fevereiro de 1944
- Major Herbert Sewing, 7 de fevereiro de 1944 - 27 de fevereiro de 1945